# Цернское
Цернское — деревня в Пушкинском районе Московской области России, входит в состав городского поселения Софрино. Население — 53 чел. (2010).

## География
Расположена на севере Московской области, в северной части Пушкинского района, рядом с Московским малым кольцом А107, примерно в 13 км к северу от центра города Пушкино и 28 км от Московской кольцевой автодороги. В деревне одна улица — Карьерная, приписано два садоводческих товарищества.
В 3 км к востоку — линия Ярославского направления Московской железной дороги, в 6 км к востоку — Ярославское шоссе М8. У деревни берёт начало река Скалба, в 1 км к западу протекает река Вязь (бассейн Клязьмы).
Ближайшие населённые пункты — посёлок городского типа Софрино, село Ельдигино, деревни Митрополье и Нагорное, ближайшая железнодорожная станция — платформа 43 км. Связана автобусным сообщением со станцией Зеленоградская.

## Население
| 1859 | 1890 | 1926 | 2002 | 2006 | 2010 |
| ---- | ---- | ---- | ---- | ---- | ---- |
| 161  | ↗192 | ↗250 | ↘58  | ↘47  | ↗53  |

## История
В «Списке населённых мест» 1862 года — удельная деревня 1-го стана Дмитровского уезда Московской губернии по правую сторону Московско-Ярославского шоссе (из Ярославля в Москву), в 37 верстах от уездного города и 27 верстах от становой квартиры, при прудах, с 26 дворами и 161 жителем (72 мужчины, 89 женщин).
По данным на 1890 год — деревня Богословской волости Дмитровского уезда с 192 жителями.
В 1913 году — 40 дворов.
По материалам Всесоюзной переписи населения 1926 года — центр Цернского сельсовета Софринской волости Сергиевского уезда Московской губернии в 5,3 км от Ярославского шоссе и 8,5 км от станции Софрино Северной железной дороги, проживало 250 жителей (123 мужчины, 127 женщин), насчитывалось 49 хозяйств, из которых 47 крестьянских.
С 1929 года — населённый пункт в составе Пушкинского района Московского округа Московской области. Постановлением ЦИК и СНК от 23 июля 1930 года округа как административно-территориальные единицы были ликвидированы.
Административная принадлежность
1929—1930, 1934—1954 гг. — центр Цернского сельсовета Пушкинского района.
1930—1934 гг. — центр Цернского сельсовета Зелёного города.
1954—1957 гг. — деревня Первомайского сельсовета Пушкинского района.
1957—1960 гг. — деревня Первомайского сельсовета Мытищинского района.
1960—1962 гг. — деревня Первомайского сельсовета Калининградского района.
1962—1963, 1965—1994 гг. — деревня Майского сельсовета Пушкинского района.
1963—1965 гг. — деревня Майского сельсовета Мытищинского укрупнённого сельского района.
1994—2006 гг. — деревня Майского сельского округа Пушкинского района.
С 2006 года — деревня городского поселения Софрино Пушкинского муниципального района Московской области.